# Trope (rhétorique)
Pour les articles homonymes, voir Trope.

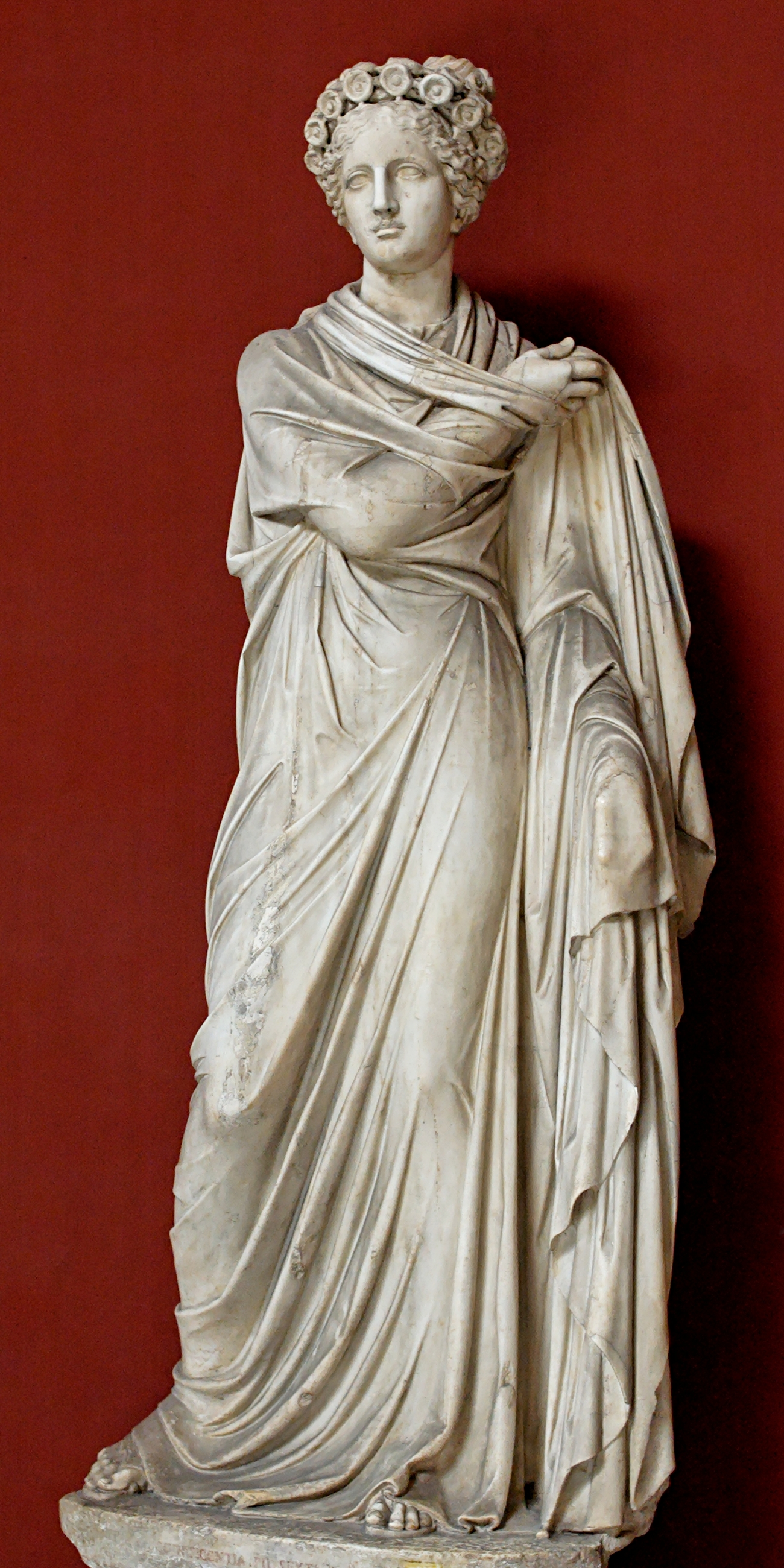
Polymnie, muse de la rhétorique et du chant sacré.

Un trope est une figure de style ou de rhétorique qui consiste en  un changement de sens, qui peut être soit interne (au niveau de la pensée) soit externe par substitution de signifiant (au niveau des mots). Dans le premier cas et lorsqu'il n'y a qu'une seule association d'idées, on l'appelle comparaison ou périphrase ; si l'association d'idées est de nature analogique, une métaphore se produit, qui est le trope par excellence.
Dans son principe, on dira qu’il y a trope, dans une partie de discours, lorsque l’expression qui advient ne renvoie pas à son sens habituel ou propre, mais à un autre appelé sens figuré. Dans le cas où il y a double indication de sens, par le terme tropique et par le terme non tropique (comme dans « cet homme est une bête »), le trope est « in præsentia » ; quand le terme tropique est seul à véhiculer l’information pertinente (« regardez la bête en maillot sur la plage, à droite »), le trope est « in absentia ».
La rhétorique classique, selon Lausberg, ne considère comme tropes que certaines figures de style : la synecdoque, l'antonomasie, l'emphase, les litotes ("atténuation"), l'hyperbole, la métonymie, la métaphore, la périphrase, l'ironie et la métalepse (un type rare de métonymie). Les tropes sont donc le fruit d’associations mentales qui conduisent au changement de sens des mots ; ainsi, le mot « flamme » symbolise également la passion amoureuse, dans une relation métaphorique.
Dans la musique grecque ancienne, il indiquait la hauteur basée sur l'octave médiane des voix et qui façonnait l'élément principal de la structure musicale. Dans la musique médiévale, cela signifiait l'expansion du chant liturgique par l'insertion de textes courts qui facilitaient la mémorisation de la musique et qui donnèrent naissance au drame musical à partir du IXe siècle.

## Définition
Le mot trope vient du grec τρόπος / trópos, « manière, façon, mode, style » du verbe τρέπω / trépō, «faire tourner ».
Le terme de trope renvoie à plusieurs acceptions relatives à l’utilisation du langage :
- à l’origine, un trope désignait toutes les façons de « tourner » le sens du mot « afin de lui faire signifier ce qu’il ne signifie point dans le sens propre » (César Chesneau Dumarsais, Des tropes ou des différents sens dans lequel on peut prendre un mot dans une langue, 1730), c'est-à-dire « des figures par lesquelles on fait prendre à un mot une signification qui n'est pas précisément la signification propre de ce mot. »

Historiquement, le terme désigne une insertion à la fois musicale (tropes mélogènes), et textuelle (tropes logogènes, du Propre ou de l'Ordinaire de l'Office liturgique) dans des textes médiévaux liturgiques, que l’on retrouve à travers les drames religieux ou les séquences. Il s’agit alors d’un ornement du plain-chant (du « chant grégorien ») au moyen d’additions, de substitutions ou d’interpolations de textes musicaux ou poétiques, mécanisme que l’on retrouve dans le sens stylistique du terme ;
- les expressions qui en résultaient se sont figées en des formules fixes qui n'ont cessé de se multiplier avec le développement de la langue française. Le terme en vient ensuite à désigner le type de figure de style portant sur le sens des mots : « Les Tropes sont certains sens plus ou moins différents du sens primitif, qu'offrent, dans l'expression de la pensée, les mots appliqués à de nouvelles idées. » (Pierre Fontanier, Les Figures du discours) ;

- en philosophie du scepticisme, le trope désigne un argument que les sceptiques grecs utilisaient pour démontrer l'impossibilité d'atteindre une vérité certaine et pour conclure en conséquence à la suspension du jugement.

Pour Quintilien, orateur romain, comme pour Paul Ricœur (dans La Métaphore vive) : « le trope, n’enseignant rien a une simple fonction décorative » . Pour d’autres, comme Dan Sperber et Deirdre Wilson dans La pertinence, ouvrage commun, le trope, et en particulier la métaphore, est le moyen le plus économique dont dispose un locuteur pour exprimer sa pensée trop complexe pour être énoncée littéralement.
Les tropes reposant tous sur le mécanisme particulier de la métaphore, les explications théoriques renvoient à :

## Tropes majeurs

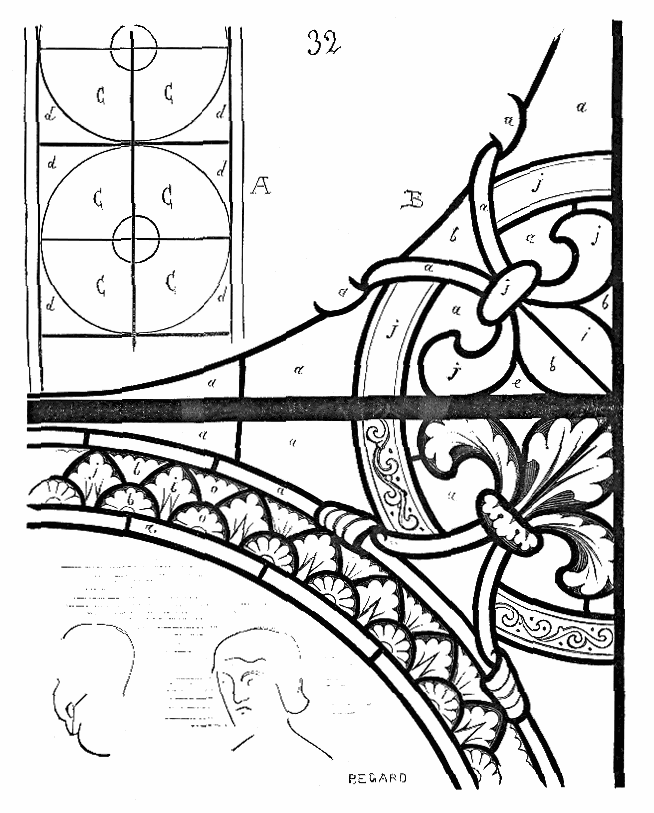
Les tropes sont considérés comme des ornements.

Selon la relation qui existe entre le sens propre du mot et son sens figuré on distingue plusieurs tropes majeurs qui sont d’abord ceux qui correspondent à des images :
- La métaphore

Trope par ressemblance pour Pierre Fontanier dans son ouvrage fondateur Les Figures du discours. Elle consiste à employer « un mot dans un sens ressemblant à, et cependant différent de son sens habituel » comme dans :

« Le remord dévorant s'éleva dans mon cœur. »

Pierre Fontanier insiste sur son universalité et sa grande productivité au sein du discours : « La métaphore s’étend bien plus loin sans doute que la métonymie et que la synecdoque, car non seulement le nom, mais encore l’adjectif, le participe et le verbe, et enfin toutes les espèces de mots sont de son domaine. » En raison de cette expansion particulière la catégorie de la métaphore est délicate à analyser.
- La métonymie

Trope par correspondance pour Pierre Fontanier, les deux objets mis en relation dans cette figure font chacun « un tout absolument à part » (Gérard Genette), leur rapport étant de dépendance externe. Elle désigne souvent le contenu par le contenant, l’effet par la cause (exemples : montrer les dents ; on prend un verre ?…).
- La synecdoque

Trope par connexion pour Pierre Fontanier, les deux objets en relation forment un ensemble tel que « l’existence ou l’idée de l’un se trouve comprise dans l’existence ou l’idée de l’autre » via un rapport de dépendance externe qui consiste à désigner un tout par l'une de ses parties, ou vice-versa (exemples : jeter un œil, mettre le nez dehors, des millions de dents l'ont choisi).
- L’ironie (voisine de l’antiphrase)

L’ironie consiste à affirmer le contraire de ce que l’on veut faire entendre.
Exemple : « Rien n’était si beau, si leste, si brillant, si bien ordonné que les deux armées. ».
On notera que, si trope est un nom masculin, les quatre tropes cités portent un nom féminin.

## Tropes mineurs
La comparaison, le symbole (la balance, symbole de la justice par exemple), l’allégorie qui est une composition symbolique, formée de plusieurs éléments, comme l’allégorie de la mort ou encore la parabole qui est un récit allégorique sont des tropes mineurs. On peut leur adjoindre également la périphrase (locution descriptive qui remplace un mot : l’« empereur à la barbe fleurie » est Charlemagne) et l’hypallage (transfert syntaxique : « l’odeur neuve de ma robe », Valery Larbaud).

## Trope de fonction ou trope grammatical
Il agit non pas sur les éléments sémantiques mais sur les fonctions grammaticales ; c'est le cas de :
- l’énallage (« idée cadeau », « acheter malin »).
- l’hypallage : attribuer à certains mots d’une phrase ce qui convient à d’autres mots de la même phrase, souvent un transfert d’adjectif comme dans « Ce marchand accoudé sur son comptoir avide. » (Victor Hugo).
- l’implication : « la Sicile perdue » pour « la perte de la Sicile ».
- l’hendiadys qui est une forme d’ellipse où on remplace la subordonnée syntaxique d’un complément de nom par une coordination simple : « Respirer l’air du lac et la fraîcheur » (Jean-Jacques Rousseau).
- la litote par exemple dans ce célèbre vers du Cid de Pierre Corneille : « va, je ne te hais point » pour « je t’aime ».
- la métalepse au sens de litote de politesse comme dans : « je ne vais pas vous déranger plus longtemps » pour « je m’en vais ».

## Courants d'interprétations

### Dansla Rhétorique à Herennius
L'ouvrage anonyme de la Rhétorique à Herennius distingue onze tropes.

### L'étude de Petrus Mosellanus
Dans les derniers paragraphes de son œuvre De schematibus et tropis tabulae, Petrus Mosellanus mentionne parmi les tropes quelques autres figures : la chronographie, la topographie, la topothesie, l'aitiologie, l'épanode, le catalogue, le syllogisme, l'apostrophe.

### Le groupe µ
Dans la terminologie du Groupe µ les tropes figurent à côté des métaplasmes (figures morphologiques), des métalogismes (figures logiques et figures de la référence) et des métataxes (figures de syntaxe).

## Procédés tropiques et langues gestuelles
Pour Danielle Bouvet, dans Le corps et la métaphore dans les langues gestuelles (1997), les tropes sont au fondement des codes de symbolisation élaborant les signes gestuels.
Elle distingue ainsi : 
- les signes descriptifs : « lorsque le signe retient du code de reconnaissance de l’objet qu’il peut dénoter des traits relatifs au mouvement propre de l’objet, des traits relatifs à sa forme y sont toujours associés »[11], c’est le cas du signe « hélicoptère » notamment où la figuration des trois pales fixées sur un axe vertical est une représentation synecdochique de l’appareil. De plus existe dans ce codage une représentation également métonymique de l’hélicoptère puisque le mouvement des mains figure le mouvement de vibration évoqué par la rotation des pales, via une relation de cause à effet. Bouvet nomme cette métonymie au fondement d'une catégorie de signes gestuels dits descriptifs : « métonymie de la fonction ». De même le signe « maison » est représenté par deux mains formant un toit, or le « toit » est une synecdoque de la maison ;

- les signes indicatifs : « désignent sur le corps propre du signeur, telle ou telle de ses parties, comme un exemple de ce que le signe dénote »[12], ainsi ils sont appelés également « ostentateurs ». Également fondés sur des synecdoques et des métonymies, ils renvoient à des objets utilitaires trouvant leurs fonctions dans un rapport au corps, comme le signe « Lunette » qui se représente par deux cercles entourant les yeux. Bouvet les nomme « métonymies du lieu ». Certains signes cumulent néanmoins les types de métonymies (de lieu et de fonction) comme dans le signe « mari » qui se représente par un anneau fictif au doigt ;

- les signes abstraits eux se fondent sur des relations métaphoriques. En effet le concept est difficilement représentable de manière concrète. la langue gestuelle va fonder le signe gestuel sur un sens connoté du concept à représenter. Par exemple, le mot « paresseux » se représente par l’évocation d’un poil dans la paume de la main, pendant de l’expression populaire « avoir un poil dans la main », périphrase également du mot « paresseux ».